# Francesco Chiaromonte
Francesco Chiaromonte (Castrogiovanni, a partir de 1926 s'anomena Enna (Sicília), 1814 - [...?], després del 1878), fou un compositor italià.
Als disset anys ja era advocat, però abandona ben aviat el bufet per a dedicar-se exclusivament a la música, sent deixeble de Raimondi i Donizetti. Quan tingué lloc la Revolució de 1848 a Itàlia era professor de cant del Conservatori, tenor de la capella reial i director del Teatro San Carlo, però per haver escrit en els diaris liberals fou empresonat, per vint-i-dos mesos i va perdre totes les seves feines, sent desterrat dos anys més tard. Primerament es traslladà a Gènova i després a París, entrant amb un càrrec important en el Teatre Italià; més tard a Londres i per acabar a Brussel·les, del qual Conservatori en fou nomenat professor de cant el 1871.
Va escriure les òperes següents:
- Fenicia (Nàpols 1844);
- Caterina de Cleves (Nàpols, 1850);
- Il Gondoliere (Gènova, 1851);
- Giovanna di Castiglia (Chiaromonte)|Giovanna di Castiglia (Gènova, 1852);
- Manfredo (Triste, 1852);
- Le nozze di Messina (Venècia, 1853);
- Ines di Mendoza (Milà, 1855);
- Fingal (Milà, 1855);
- Una burla per correzione (Gènova, 1855);